# Casa hall and parlor

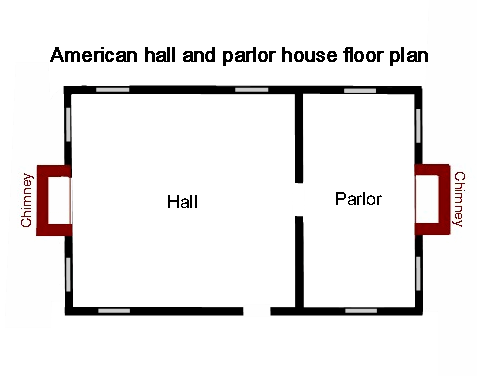
Plano de una casa hall and parlor de estilo colonial estadounidense.

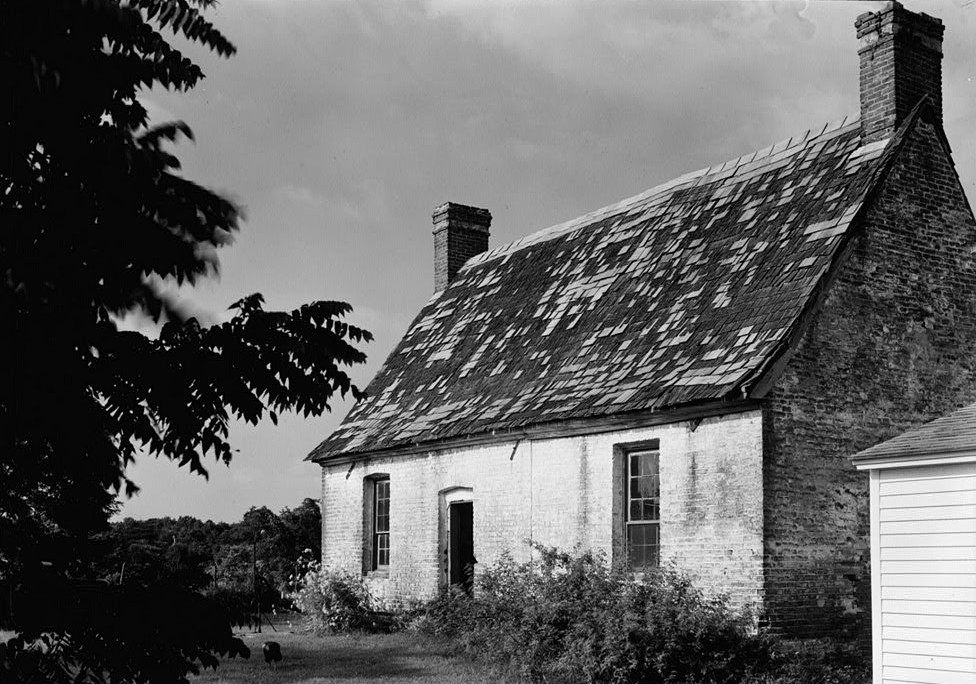
Un ejemplo del período colonial de los Estados Unidos, Resurrection Manor cerca de Hollywood, Maryland, se construyó hacia 1660 y se demolió en 2002.

Una Casa hall and parlor es un tipo de casa vernácula originario de Inglaterra desde principios de la era moderna hasta el siglo XIX, así como en el Estados Unidos Colonial. Se presume que fue el modelo sobre el que se desarrollaron otros tipos de casas estadounidenses, como las casas Cabo Cod, Saltbox, la de pasillo central, y a su vez influyó en la I-house algo posterior. En Inglaterra había sido un desarrollo más modesto de la casa del vestíbulo medieval.

## Orígenes y características
El estilo hall and parlor implica una configuración rectangular de dos habitaciones. El estilo comenzó a principios de la Inglaterra moderna, donde a menudo era una estructura de entramado de madera. Muchos no podían pagar una casa grande; sin embargo, la colocación de una pared en la única habitación creó un área más pequeña en la parte trasera de la casa, llamada parlor. Esta era la habitación privada, y por lo general contenía una cama. En los primeros ejemplos, la casa tiene una habitación de ancho y dos de profundidad. Las dos habitaciones contiguas están conectadas por una puerta interior. Una puerta exterior conduce al hall, el más grande de los dos cuartos y el que está en el frente de la casa. Detrás del pasillo está el parlor. Es posible que el hall se haya utilizado para cocinar, mientras que el parlor era el espacio de vida general y el dormitorio.
En el Estados Unidos colonial, las casas hall and parlor tenían dos habitaciones de ancho y una de profundidad. A menudo tenían un piso y medio de altura, con un techo a dos aguas con pendiente pronunciada. El estilo fue en un momento tan omnipresente que se conocía coloquialmente como el "estilo de Virginia". En las colonias del sur, por lo general había chimeneas a ras o exteriores a dos aguas en uno o ambos lados de la casa. Los ejemplos del norte a menudo presentaban una chimenea central. La mayoría de las casas eran de estructura de madera sobre cimientos de ladrillo o piedra, pero a veces toda la estructura era de mampostería. Las ventanas se colocaron a menudo de forma asimétrica. Las dimensiones comunes para toda la casa eran de 16 a 20 pies (5 a 6 m) de profundidad y de 20 a 40 pies (6 a 12 m) de ancho. El hall más grande era la sala de usos generales y, si existía un desván, contenía una escalera. El parlor era la más pequeña de las dos y más privada. Se usaba comúnmente para dormir.
Los historiadores creen que la casa de pasillo central, se desarrolló a partir del tipo de casa hall and parlor. De hecho, se conocen muchos ejemplos en los que una sala anterior y una sala de estar tenían una pared adicional agregada dentro de la sala de la sala más grande para formar una casa de pasillo central.

## Ejemplos
El estilo del hall and parlor era común en la construcción de principios del siglo XIX en el Condado de Williamson, Tennessee en incluyen sitios históricos como la casa John Pope, la casa Samuel Crockett, la casa John Neely y la casa John Crafton.